# Listă de târguri din statul Utah

Harta distribuției populației din statul din SUA.

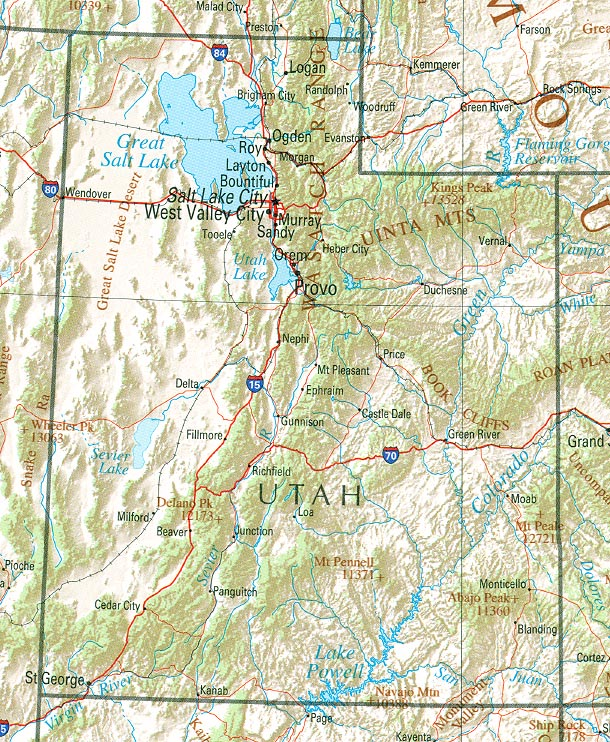
Harta formelor de relief ale statului Utah.

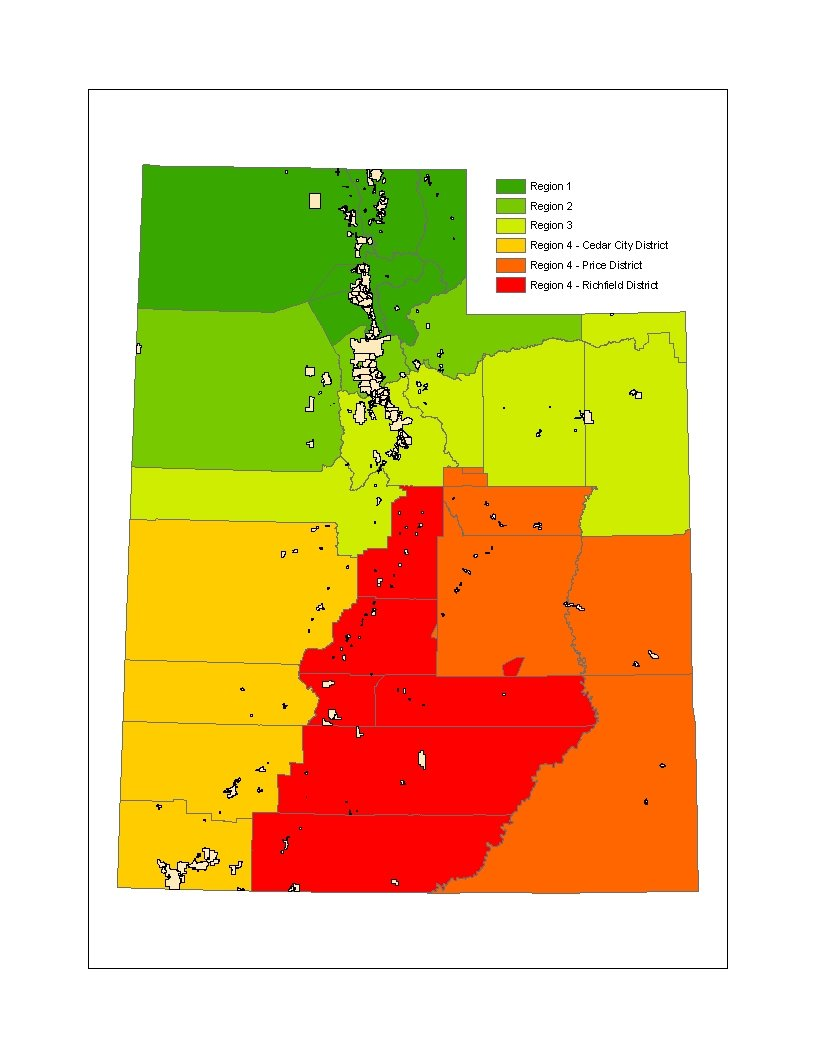
Harta regiunilor statului Utah.

- Această pagină este o listă de târguri (în engleză towns) din statul  Utah din  Statele Unite ale Americii, aranjate alfabetic.

Vedeți și Listă de orașe din statul Utah 
Vedeți și Listă de comunități desemnate pentru recensământ din statul Utah 
Vedeți și Listă de comunități neîncorporate din statul Utah 
Vedeți și Listă de localități dispărute din statul Utah 
Vedeți și Listă de comitate din statul Utah 
, comitatul Iron

## A
- Alta, comitatul Salt Lake
- Altamont, comitatul Duchesne
- Alton, comitatul Kane
- Amalga, comitatul Cache
- Annabella, comitatul Sevier
- Antimony, comitatul Garfield
- Apple Valley, comitatul Washington

## Vedeți și
- Vedeți și Listă de comitate din statul Utah
- Vedeți și Listă de orașe din statul Utah.

Vedeți și Listă de comunități desemnate pentru recensământ din statul Utah 
Vedeți și Listă de comunități neîncorporate din statul Utah 
Vedeți și Listă de localități dispărute din statul Utah 
Vedeți și Listă de comitate din statul Utah 